# اتفاقية امتيازات وحصانات الأمم المتحدة
اتفاقية امتيازات وحصانات الأمم المتحدة التي أصدرتها الجمعية العامة للأمم المتحدة في 13 فبراير 1946 في نيويورك وأحيانا يشار إليها باسم «اتفاقية نيويورك» وتحدد العديد من القضايا المتصلة بمركز الأمم المتحدة وأصولها والمسؤولين من حيث الامتيازات والحصانات التي يجب أن تمنح لهم من قبل الدول الأعضاء فيها. اعتبارا من فبراير 2015 تم التصديق عليها من قبل 161 دولة من الدول الأعضاء في الأمم المتحدة 193.
في 21 نوفمبر 1947 تم اعتماد اتفاقية امتيازات وحصانات الوكالات المتخصصة لتوسيع امتيازات مماثلة إلى الوكالات المتخصصة التابعة للأمم المتحدة. صدق هذه الاتفاقية 126 دولة.

## الأحكام الأساسية
- يحدد الشخصية القانونية للأمم المتحدة (المادة الأولى).
- يجب أن يكون مقر الأمم المتحدة مصون ويجب منح الحصانة لجميع ممتلكات الأمم المتحدة من التفتيش والاستيلاء والمصادرة وما إلى ذلك (المادة الثانية).
- يجب على الأمم المتحدة أن تكون معفاة من الضرائب والرسوم الجمركية وكذلك الحظر والقيود على الواردات والصادرات (المادة الثانية).
- الحصانة الدبلوماسية للاتصالات والبريد (الحقيبة) (المادة الثالثة).
- الحصانة الوظيفية للمندوبين (المادة الرابعة) والمسؤولين (المادة الخامسة) والخبراء (المادة السادسة).
- اعتراف الأمم المتحدة بجواز المرور (المادة السابعة).

الاتفاقيات سارية «فيما يتعلق بكل دولة أودعت صك انضمام لدى الأمين العام للأمم المتحدة اعتبارا من تاريخ إيداعه» أي ليس فقط من خلال عضوية دولة في الامم المتحدة. العديد من الدول على سبيل المثال الولايات المتحدة الأمريكية قبلت الاتفاقيات فقط مع بعض التحفظات.